# Cidade do Natal na Segunda Guerra Mundial
Natal, a capital do estado do Rio Grande do Norte, no nordeste brasileiro, possui uma posição estratégica geográfica global muito importante. Fato este, fez a cidade receber as duas principais bases militares americanas durante a Segunda Guerra Mundial: a Base Naval e Parnamirim Field - à época era a maior base da Força Aérea norte-americana em território estrangeiro.
A cidade recebeu um contingente de 10.000 soldados norte-americanos para lutarem durante o conflito mundial. Este fato mudou radicalmente a até então pequena capital, que à época possuía 55.000 habitantes. Mais do que uma importante participação durante o conflito armado mundial, a influência cultural dos americanos marcou para a sempre a cidade brasileira.
O historiador Lenine Pinto relata que "dos bares vazava a música das Wurlitzers, das lojas o burburinho de consumidores ávidos e, quando as ruas se esvaziavam, acendiam-se os salões de bailes, fluíam fantasias (...) Naquele tempo as festas sucediam-se freneticamente, dançava-se freneticamente, amava-se freneticamente".
Ao servir de apoio às tropas americanas que se dirigiam aos combates na Europa e África, Natal contribuiu, de forma, significativa, para o sucesso dos aliados.

## Cultura popular
O filme For All - O Trampolim da Vitória (1997) retrata a história de vários natalenses sob o contexto da chegada dos soldados americanos a Natal.